# El Chamizal, Michoacán de Ocampo
El Chamizal är en ort i Mexiko.   Den ligger i kommunen Buenavista och delstaten Michoacán de Ocampo, i den södra delen av landet, 400 km väster om huvudstaden Mexico City. El Chamizal ligger 269 meter över havet och antalet invånare är 308.
Terrängen runt El Chamizal är platt åt nordost, men åt sydväst är den kuperad. Runt El Chamizal är det ganska glesbefolkat, med 38 invånare per kvadratkilometer. Närmaste större samhälle är Santa Ana Amatlán, 11,1 km nordost om El Chamizal. Omgivningarna runt El Chamizal är en mosaik av jordbruksmark och naturlig växtlighet.